# Вила Вичентина
Вила Вичентина (итал. Villa Vicentina) је насеље у Италији у округу Удине, региону Фурланија-Јулијска крајина.
Према процени из 2011. у насељу је живело 1270 становника. Насеље се налази на надморској висини од 4 м.

## Становништво
| 1951. | 1961. | 1971. | 1981. | 1991. | 2001. | 2011. |
| ----- | ----- | ----- | ----- | ----- | ----- | ----- |
| 1.456 | 1.256 | 1.165 | 1.255 | 1.159 | 1.342 | 1.387 |